# 俄羅斯的安娜·巴甫羅芙娜
安娜·巴甫洛夫娜（英語：Grand Duchess Anna Pavlovna of Russia，1795年1月18日—1865年3月1日），是俄罗斯沙皇保罗一世與妻子玛丽亚·费奥多罗芙娜皇后所生的女兒。1816年，安娜與時任奧蘭治親王的荷蘭国王威廉二世結婚，两人育有4個兒子和1個女兒。
泡桐屬的學名以她的名字而命名。